# Wysszaja liga (1992)
Rozgrywki rosyjskiej pierwszej ligi w sezonie 1992 były pierwszymi w historii rosyjskiej pierwszej ligi. Rozpoczęły się w marcu 1992 roku, zakończyły się natomiast w listopadzie 1992 roku. W rozgrywkach wzięło udział dwadzieścia drużyn, podzielonych na dwie grupy. Cztery najlepsze drużyny z każdej grupy utworzyły Grupę Mistrzowską, a pozostałe Grupę Spadkową. Po sezonie ligę zmniejszono do osiemnastu drużyn. Mistrzowski tytuł wywalczyła drużyna Spartaka Moskwa. Królem strzelców ligi został Jurij Matwiejew z Urałmaszu Jekaterynburg, który zdobył 20 goli.

## Drużyny
{{Mapa lokalizacyjna}} Nieoczekiwana grafika: "punkty mapy".

### Grupa A
| Drużyna        | Miasto        | Stadion                       | Pojemność |
| -------------- | ------------- | ----------------------------- | --------- |
| CSKA           | Moskwa        | Łużniki                       | 84,745    |
| Dinamo         | Moskwa        | Stadion Dinamo                | 36,540    |
| Dinamo         | Stawropol     | Stadion Dinamo                | 16,000    |
| Dinamo-Gazowik | Tiumeń        | Stadion Tiumeń                | 12,500    |
| Fakieł         | Woroneż       | Stadion Centralny Profsojuzow | 24,000    |
| Lokomotiw      | Moskwa        | Stadion Lokomotiwu            | 28,800    |
| Okiean         | Nachodka      | Stadion Wodnik                | 17,000    |
| Spartak        | Władykaukaz   | Republikański Stadion Spartak | 32,464    |
| Tiekstilszczik | Kamyszyn      | Stadion Tiekstilszczik        | 10,000    |
| Urałmasz       | Jekaterynburg | Stadion Urałmasz              | 13,000    |

### Grupa B
| Drużyna          | Miasto           | Stadion            | Pojemność |
| ---------------- | ---------------- | ------------------ | --------- |
| Asmarał          | Moskwa           | Stadion Moskwicz   | 12,000    |
| Krylja Sowietow  | Samara           | Stadion Mietałłurg | 33,220    |
| Kubań            | Krasnodar        | Stadion Kubań      | 32,000    |
| Lokomotiw        | Niżny Nowogród   | Stadion Lokomotiw  | 17,765    |
| Rostsielmasz     | Rostów nad Donem | Stadion Olimp-2    | 17,000    |
| Rotor            | Wołgograd        | Stadion Centralny  | 38,000    |
| Spartak          | Moskwa           | Łużniki            | 84,745    |
| Szynnik          | Jarosław         | Stadion Szynnik    | 23,012    |
| Torpedo          | Moskwa           | Łużniki            | 84,745    |
| Zenit Petersburg | Petersburg       | Stadion Pietrowski | 21,745    |

## Tabela

### Grupa A
| Lp. | Drużyna                | M  | Z  | R | P  | Bramki | Bramki | Różn. | Pkt | Uwagi             |
| --- | ---------------------- | -- | -- | - | -- | ------ | ------ | ----- | --- | ----------------- |
| 1   | Dinamo Moskwa          | 18 | 10 | 4 | 4  | 35     | 16     | +19   | 24  | Grupa mistrzowska |
| 2   | Lokomotiw Moskwa       | 18 | 9  | 6 | 3  | 23     | 14     | +9    | 24  | Grupa mistrzowska |
| 3   | Spartak Władykaukaz    | 18 | 9  | 5 | 4  | 31     | 18     | +13   | 23  | Grupa mistrzowska |
| 4   | CSKA Moskwa            | 18 | 9  | 5 | 4  | 29     | 20     | +9    | 23  | Grupa mistrzowska |
| 5   | Tiekstilszczik         | 18 | 8  | 5 | 5  | 20     | 17     | +3    | 21  | Grupa spadkowa    |
| 6   | Urałmasz Jekaterynburg | 18 | 8  | 3 | 7  | 28     | 29     | −1    | 19  | Grupa spadkowa    |
| 7   | Okiean                 | 18 | 7  | 4 | 7  | 24     | 25     | −1    | 18  | Grupa spadkowa    |
| 8   | Fakieł Woroneż         | 18 | 4  | 6 | 8  | 10     | 19     | −9    | 14  | Grupa spadkowa    |
| 9   | Dinamo Stawropol       | 18 | 4  | 1 | 13 | 14     | 31     | −17   | 9   | Grupa spadkowa    |
| 10  | Dinamo-Gazowik Tiumeń  | 18 | 2  | 1 | 15 | 11     | 36     | −25   | 5   | Grupa spadkowa    |

### Grupa B
| Lp. | Drużyna                  | M  | Z  | R | P  | Bramki | Bramki | Różn. | Pkt | Uwagi             |
| --- | ------------------------ | -- | -- | - | -- | ------ | ------ | ----- | --- | ----------------- |
| 1   | Spartak Moskwa           | 18 | 11 | 6 | 1  | 35     | 9      | +26   | 28  | Grupa mistrzowska |
| 2   | Asmarał                  | 18 | 11 | 4 | 3  | 34     | 21     | +13   | 26  | Grupa mistrzowska |
| 3   | Lokomotiw Niżny Nowogród | 18 | 7  | 9 | 2  | 16     | 11     | +5    | 23  | Grupa mistrzowska |
| 4   | Rostselmasz              | 18 | 7  | 6 | 5  | 20     | 17     | +3    | 20  | Grupa mistrzowska |
| 5   | Krylia Sowietow Samara   | 18 | 5  | 8 | 5  | 12     | 19     | −7    | 18  | Grupa spadkowa    |
| 6   | Torpedo Moskwa           | 18 | 7  | 3 | 8  | 20     | 20     | 0     | 17  | Grupa spadkowa    |
| 7   | Rotor Wołgograd          | 18 | 6  | 4 | 8  | 23     | 19     | +4    | 16  | Grupa spadkowa    |
| 8   | Zenit Petersburg         | 18 | 4  | 6 | 8  | 21     | 35     | −14   | 14  | Grupa spadkowa    |
| 9   | Kubań Krasnodar          | 18 | 3  | 6 | 9  | 19     | 30     | −11   | 12  | Grupa spadkowa    |
| 10  | Szynnik Jarosław         | 18 | 1  | 4 | 13 | 11     | 30     | −19   | 6   | Grupa spadkowa    |

### Grupa mistrzowska
| Lp. | Drużyna                  | M  | Z  | R | P | Bramki | Bramki | Różn. | Pkt | Uwagi                            |
| --- | ------------------------ | -- | -- | - | - | ------ | ------ | ----- | --- | -------------------------------- |
| 1   | Spartak Moskwa           | 14 | 10 | 4 | 0 | 36     | 12     | +24   | 24  | Liga Mistrzów UEFA • 1/16 finału |
| 2   | Spartak Władykaukaz      | 14 | 7  | 3 | 4 | 26     | 20     | +6    | 17  | Puchar UEFA • 1/32 finału        |
| 3   | Dinamo Moskwa            | 14 | 6  | 4 | 4 | 26     | 21     | +5    | 16  | Puchar UEFA • 1/32 finału        |
| 4   | Lokomotiw Moskwa         | 13 | 5  | 4 | 4 | 14     | 15     | −1    | 14  | Puchar UEFA • 1/32 finału        |
| 5   | CSKA Moskwa              | 14 | 5  | 4 | 5 | 25     | 19     | +6    | 14  |                                  |
| 6   | Lokomotiw Niżny Nowogród | 14 | 2  | 7 | 5 | 10     | 18     | −8    | 11  |                                  |
| 7   | Asmarał                  | 14 | 3  | 3 | 8 | 17     | 36     | −19   | 9   |                                  |
| 8   | Rostselmasz              | 14 | 1  | 4 | 9 | 3      | 16     | −13   | 6   |                                  |

### Grupa spadkowa
| Lp. | Drużyna                | M  | Z  | R | P  | Bramki | Bramki | Różn. | Pkt | Uwagi                                   |
| --- | ---------------------- | -- | -- | - | -- | ------ | ------ | ----- | --- | --------------------------------------- |
| 9   | Urałmasz Jekaterynburg | 22 | 12 | 6 | 4  | 40     | 21     | +19   | 30  |                                         |
| 10  | Tiekstilszczik         | 22 | 12 | 4 | 6  | 23     | 13     | +10   | 28  |                                         |
| 11  | Torpedo Moskwa         | 22 | 12 | 4 | 6  | 27     | 17     | +10   | 28  | Puchar Zdobywców Pucharów • 1/16 finału |
| 12  | Rotor Wołgograd        | 22 | 11 | 4 | 7  | 35     | 22     | +13   | 26  |                                         |
| 13  | Okiean                 | 22 | 10 | 5 | 7  | 26     | 26     | 0     | 25  |                                         |
| 14  | Krylia Sowietow Samara | 22 | 9  | 7 | 6  | 22     | 16     | +6    | 25  |                                         |
| 15  | Dinamo Stawropol       | 22 | 10 | 4 | 8  | 27     | 23     | +4    | 24  |                                         |
| 16  | Zenit Petersburg       | 22 | 9  | 6 | 7  | 30     | 25     | +5    | 24  | Spadek do Pierwszej Dywizji             |
| 17  | Fakieł Woroneż         | 22 | 9  | 4 | 9  | 25     | 19     | +6    | 22  | Spadek do Pierwszej Dywizji             |
| 18  | Kubań Krasnodar        | 22 | 4  | 6 | 12 | 16     | 35     | −19   | 14  | Spadek do Pierwszej Dywizji             |
| 19  | Szynnik Jarosław       | 22 | 3  | 5 | 14 | 19     | 34     | −15   | 11  | Spadek do Pierwszej Dywizji             |
| 20  | Dinamo-Gazowik Tiumeń  | 22 | 3  | 1 | 18 | 16     | 49     | −33   | 7   | Spadek do Pierwszej Dywizji             |

## Najlepsi strzelcy
źródło: rsssf.com (ang.)
20 goli
- Jurij Matwiejew (Urałmasz)

16 goli
- Oleg Garin (Okiean)
- Vəli Qasımov (Dinamo M.)

13 goli
- Władimir Kulik (Zenit Petersburg)
- Kiriłł Rybakow (Asmarał)

12 goli
- Dmitrij Radczenko (Spartak M.)
- Nazim Süleymanov (Spartak W.)

10 goli
- Rustam Fachrudinow (Krylja Sowietow)
- Aleksandr Griszyn (CSKA)
- Giennadij Griszyn (Torpedo)
- Igor Lediachow (Spartak M.)
- Oleg Wierietiennikow (Rotor)

## Wyróżnienia
33 najlepszych piłkarzy ligi za sezon 1992:
Bramkarze
1. Stanisław Czerczesow (Spartak M.)
2. Dmitrij Charin (CSKA)
3. Siergiej Owczinnikow (Lokomotiw M.)

Prawi obrońcy
1. Dmitrij Chlestow (Spartak M.)
2. Hakim Fuzajlow (Lokomotiw M.)
3. Aleksiej Guszczyn (CSKA)

Prawi-środkowi obrońcy
1. Igor Sklarow (Dinamo M.)
2. Andriej Czernyszow (Spartak M.)
3. Siergiej Podpały (Lokomotiw M.)

Lewi-środkowi obrońcy
1. Wiktor Onopko (Spartak M.)
2. Kachaber Cchadadze (Dinamo M.)
3. Siergiej Fokin (CSKA)

Lewi obrońcy
1. Siergiej Kołotowkin (CSKA)
2. Andriej Afanasjew (Torpedo)
3. Andriej Iwanow (Spartak M.)

Prawi pomocnicy
1. Walerij Karpin (Spartak M.)
2. Igor Simutienkow (Dinamo M.)
3. Dmitrij Czeryszew (Lokomotiw N.N.)

Prawi-środkowi pomocnicy
1. Andriej Piatnicki (Spartak M.)
2. Omari Tetradze (Dinamo M.)
3. Mirjalol Qosimov (Spartak W.)

Lewi-środkowi pomocnicy
1. Igor Lediachow (Spartak M.)
2. Andriej Kobielew (Dinamo M.)
3. Bachwa Tiediejew (Spartak W.)

Lewi pomocnicy
1. Dmitrij Popow (Spartak M.)
2. Jurij Kalitwincew (Dinamo M.)
3. Nazim Süleymanov (Spartak W.)

Prawi napastnicy
1. Dmitrij Radczenko (Spartak M.)
2. Jurij Matwiejew (Urałmasz)
3. Oleg Garin (Okiean)

Lewi napastnicy
1. Vəli Qasımov (Dinamo M.)
2. Ilszat Fajzulin (CSKA)
3. / Vladimir Niederhaus (Rotor)